# Sannō Matsuri
Il Sanno Matsuri (山王祭) è uno tra i più importanti festival di Tokyo.
Il festival si tiene verso la metà di giugno di ogni anno pari. Nello stesso periodo si tiene anche il Kanda Matsuri (神田祭) ma dato che in passato tali eventi si sovrapponevano, causando disagi alla viabilità, quest'ultimo si tiene negli anni dispari.

## Storia
Il festival è stato creato durante il periodo Edo per celebrare la capitale del Giappone e i suoi regnanti. Il festival è annoverato tra gli eventi culturali più importanti di Tokyo.